# Havár Mulla Mohammed Táher Zíbári
Havár Mulla Mohammed Táher Zíbári (Moszul, 1981. június 1. –) iraki válogatott labdarúgó.

## Fordítás
- Ez a szócikk részben vagy egészben  a   Hawar Mulla Mohammed című angol Wikipédia-szócikk fordításán alapul.  Az eredeti cikk szerkesztőit annak laptörténete sorolja fel. Ez a jelzés csupán a megfogalmazás eredetét és a szerzői jogokat jelzi, nem szolgál a cikkben szereplő információk forrásmegjelöléseként.